# Есперанто
Еспера̀нто (Esperanto) е най-разпространеният изкуствен международен спомагателен език. Първоначалното име на езика е Lingvo Internacia („Международен език“), а днешното му наименование идва от Doktoro Esperanto – псевдонимът, под който полският филолог Людвик Заменхоф публикува „Първа книга“ („Unua Libro“), първото описание на новия език, издадено през 1887 година.
Намерението на Заменхоф е да създаде лесен за научаване и политически неутрален език, който да служи като помощно средство в международното общуване, насърчавайки мира и разбирателството между народите. Първият международен есперантистки конгрес се провежда във френския град Булон сюр Мер през 1905 година. Той е последван от ежегодни международни конференции и срещи в различни части на света.
В България есперанто се разпространява почти веднага след излизането на „Първа книга“. Още в края на 19 век се появяват първите есперантски дружества, а през 1907 година в Търново е основан Българският есперантски съюз. Негов официален орган е списание „Български есперантист“, което излиза от 1919 година.
По различни оценки в наши дни броят на говорещите есперанто е между 30 хиляди и 2 милиона души, като за около 1000 души езикът е роден. Макар че езикът няма официален статут в никоя страна, през 1921 година той е препоръчан от Френската академия на науките, а през 1954 година с Резолюцията от Монтевидео получава признание от ЮНЕСКО, която установява официални отношения със Световната есперантска асоциация. Есперанто има съществено представяне в над сто страни, като използването му е най-разпространено в Европа, Източна Азия и Южна Америка.

## История

### Създаване на езика
Езикът есперанто е създаден в края на 70-те и началото на 80-те години на 19 век от Людвик Заменхоф, офталмолог и любител филолог от еврейски произход, жител на град Бялисток, днес в Полша, а по това време част от Руската империя. Стремежът му е да намали напрежението между хората от различни култури, създавайки неутрално средство за общуване между тях. Според думите му той е мотивиран за това от положението в Бялисток:
Мястото, където съм роден и където прекарах детството си, даде насоката на всички мои по-късни усилия. В Бялисток жителите бяха разделени на четири отделни групи: руснаци, поляци, немци и евреи. Всяка от тях говореше на свой собствен език и гледаше на всички останали като на врагове. В такъв град една чувствителна личност усеща по-остро от другаде нещастията, причинени от езиковото разделение, и вижда на всяка крачка, че разликата в езиците е първата или поне най-важната основа за разделението на човешкото семейство на групи от врагове. Аз бях отгледан като идеалист – бях учен, че всички хора са братя, а вън на улицата – на всяка крачка, че не съществуват хора, а само руснаци, поляци, немци, евреи и така нататък. Това непрекъснато измъчваше детския ми разум, въпреки че мнозина биха се смели на подобна „мъка за света“ у едно дете. Тъй като по това време смятах „големите“ за всесилни, аз често си казвах, че когато порасна, със сигурност ще унищожа това зло.
След десетина години работа, през които Заменхоф превежда книги на есперанто и пише оригинална проза и стихове, през юли 1887 година той публикува във Варшава „Първа книга“ („Unua Libro“) – първата печатна граматика на новия език, който той първоначално нарича просто „международен език“ (Internacia Lingvo). Начинанието му предизвиква интерес – първоначално главно в Руската империя и Централна Европа, а по-късно – и в Западна Европа, Америка, Китай и Япония. Първоначално изучаващите есперанто общуват главно чрез лична кореспонденция и периодични издания, но през 1905 година е проведен първият световен есперантистки конгрес в Булон сюр Мер, Франция. Оттогава подобни световни конференции се провеждат ежегодно – с изключение на годините на двете световни войни. От средата на 20 век те са посещавани от средно 2 хиляди души, като максималният брой достига 6 хиляди.

### Първи опити за официално използване
В началото на 20 век се обсъжда възможността за въвеждането на есперанто като официален език в малкото германско-белгийско съвместно владение Неутрален Мореснет. Населението на тази територия е многоетническо, а относително голям брой хора говорят есперанто. Този проект е изоставен със започването на Първата световна война, когато Германия окупира, а след това и анексира Мореснет.
След края на Първата световна война има предложения новосъздаденото Общество на народите да приеме есперанто за свой работен език. Те се съдържат и в доклад на Нитобе Инадзо – официален делегат на организацията на 13-ия Световен есперантистки конгрес в Прага. Предложението е прието благосклонно от повечето представители, но среща съпротивата на Франция, опасяваща се от изместването на френския език от положението му на основен език в международните отношения. Въпреки това малко по-късно Обществото на народите препоръчва на държавите членки да включат есперанто в своите образователни програми. По тази причина мнозина определят 20-те години на 20 век като зенита на есперантисткото движение.

### Отношение на тоталитарните режими
Като потенциално средство за подобряване на международното разбирателство есперанто предизвиква подозренията на повечето тоталитарни режими, като особено крайни са реакциите в Германия при Адолф Хитлер, Испания при Франсиско Франко и Съветския съюз при Йосиф Сталин.
В Германия допълнителен мотив за преследването на есперанто става еврейският произход на Людвик Заменхоф. В своята книга „Моята борба“ Адолф Хитлер изрично сочи есперанто като пример за едно от средствата на световната еврейска конспирация за постигане на световно господство. Много есперантисти са убити, като специално внимание е обърнато на ликвидирането на семейството на Заменхоф.
През първите години на комунистическото управление в Русия есперанто получава известна подкрепа от властите и есперантистката организация получава официално признание. През 1937 година обаче тази политика претърпява обрат и десетки есперантисти са убити или изпратени в изгнание. Използването на есперанто в Съветския съюз остава практически забранено до 1956 година.
В Испания есперанто е особено популярно сред анархистите и каталонските националисти, които се оказват на губещата страна в Испанската гражданска война. След края на войната и идването на власт на Франсиско Франко използването на езика е преследвано от властите, като тази политика продължава до 50-те години.
В Япония по време на Втората световна война някои ляво ориентирани есперантисти са подложени на преследвания, но ръководството на есперантисткото движение полага усилия да се дистанцира от политическия живот и успява да избегне забраната на езика от властите.

## Лингвистични характеристики

### Класификация
Като изкуствен език есперанто не е родословно свързан с никой етнически език. Понякога той е определян като „език, лексикално предимно романски, морфологично силно аглутинативен и до известна степен с аналитичен характер“. Фонологията, граматиката, лексиката и семантиката на есперанто се основават на говорените в Европа индоевропейски езици. Фонемите са по същество славянски, както и основната семантика, докато речникът е производен главно на този на романските езици, в по-малка степен на германските езици със съвсем ограничен принос на славянските езици и гръцкия език. Прагматиката и други характеристики на езика, които не са дефинирани в първоначалния документ на Заменхоф, са повлияни от родните езици на първите говорещи езика, главно руски, полски, немски и френски.
В типологично отношение есперанто се характеризира с наличието на предлози и със свободен словоред, който обикновено е подлог-сказуемо-допълнение. Прилагателните могат да се поставят свободно преди или след модифицираните съществителни, като поставянето им преди съществителното е по-често срещано. Нови думи се образуват често чрез използване на представки и наставки.

### Фонология
Фонологията на есперанто се основава на тази на славянските езици и включва 22 съгласни, 5 гласни и 2 полугласни звука, които се съчетават с гласните, образувайки 6 дифтонга. Не се използват тонове за разграничаване на смисъла, а ударението пада върху предпоследната гласна – с изключение на случаите на елизия на крайно -o, използвана главно в поезията, когато ударението пада върху последната сричка, както и на някои заемки.

#### Съгласни звукове
Двадесет и двата съгласни звука в есперанто са:
|                                | Двубърнени | Двубърнени | Устнено-зъбни | Устнено-зъбни | Венечни | Венечни | Задвенечни | Задвенечни | Небни | Небни | Заднонебни | Заднонебни | Гръклянови | Гръклянови |
| ------------------------------ | ---------- | ---------- | ------------- | ------------- | ------- | ------- | ---------- | ---------- | ----- | ----- | ---------- | ---------- | ---------- | ---------- |
| Носови                         | m          | m          |               |               | n       | n       |            |            |       |       |            |            |            |            |
| Преградни                      | p          | b          |               |               | t       | d       |            |            |       |       | k          | ɡ          |            |            |
| Преградно-проходни (африкатни) |            |            |               |               | ts      |         | tʃ         | dʒ         |       |       |            |            |            |            |
| Проходни                       |            |            | f             | v             | s       | z       | ʃ          | ʒ          |       |       | x          |            | h          |            |
| Трептящи                       |            |            |               |               | r       | r       |            |            |       |       |            |            |            |            |
| Приблизителни                  |            |            |               |               | l       | l       |            |            | j     | j     |            |            |            |            |

Звукът [r] понякога се произнася и като [ɾ], а [v] – като [ʋ] или [w], в зависимост от родния език на говорещия. Обичайно, макар и спорно, е произнасянето на съчетанията nk като [ŋk] и kz като [ɡz].
Често е групирането на няколко съгласни – до 3 в началото на думата (например, stranga, „странен“) и до 4 в средата (например, instrui, „обучавам“). Крайните групи съгласни не са обичайни, освен в случаите на чужди имена, поетична елизия на крайното -o и няколко основни думи, като cent („сто“) и post („след“).

#### Гласни звукове
В есперанто има 5 основни гласни:
|           | Предни | Задни |
| --------- | ------ | ----- |
| Затворени | i      | u     |
| Средни    | e      | o     |
| Отворени  | a      | a     |

Двата полугласни звука [i̯] и [u̯] служат за образуване на 6 падащи дифтонга: aj, ej, oj, uj, aŭ и eŭ.
Тъй като гласните звукове в есперанто са само 5, за допустимо се приема широко вариране в тяхното произношение. Например e може да се произнася в целия диапазон от [e] до [ɛ]. Начинът на произнасяне обикновено зависи от родния език на говорещия.
При произнасянето на някои думи, най-често с две съседни гласни, се допуска появата на глотална пауза (например, heroo („герой“) може да се произнася [he.ˈro.o] или [he.ˈro.ʔo]), а praavo („прадядо“) – [pra.ˈa.vo] или [pra.ˈʔa.vo]).

### Граматика
Думите на есперанто се получават чрез съчетаване на представки, корени и наставки. Този процес е правилен, така че хората могат да измислят нови думи, докато говорят, и да бъдат разбрани.
Различните части на речта се отбелязват със собствени наставки: всички съществителни завършват на -о, всички прилагателни – на -а, всички наречия, образувани от корени – на -е, и всички глаголи в инфинитив – на -i.
Съществителните в множествено число, които са подлози, завършват на -oj (произнася се като „ой“). Съществителните в единствено число, които са преки допълнения, завършват на -on, a тези в множествено – на -ojn. -o показва, че думата е съществително, -j показва, че е в множествено число, а -n показва, че е пряко допълнение. Прилагателните се съгласуват със съществителните, за които се отнасят; техните окончания са: -aj за множествено число, -an за единствено число и пряко допълнение, и множествено число и пряко допълнение -ajn.
| Съществително име | Подлог | Пряко допълнение |
| ----------------- | ------ | ---------------- |
| Единствено число  | -o     | -on              |
| Множествено число | -oj    | -ojn             |

| Прилагателно име  | Подлог | Пряко допълнение |
| ----------------- | ------ | ---------------- |
| Единствено число  | -a     | -an              |
| Множествено число | -aj    | -ajn             |

Наставката -n освен да показва прякото допълнение, има още няколко приложения, като показването на движение.
Шестте наставки, които могат да приемат глаголите, представляват трите глаголни времена и трите наклонения. Те са: -as (за сегашно време), -os (за бъдеще време), -is (за минало време), -i (за безлично наклонение, (инфинитив), -us (за условно наклонение) и -u (за повелително наклонение). Глаголите не отразяват вършител или число. Примерно kanti означа „пея“ (в инфинитив), mi kantas – „аз пея“, vi kantas – „ти пееш“, ili kantas – „те пеят“.
| Глаголно време  | Наставка     |
| --------------- | ------------ |
| [Сегашно време] | -as (kantas) |
| [Минало време]  | -is (kantis) |
| [Бъдеще време]  | -os (kantos) |

| Глаголно наклонение    | Наставка     |
| ---------------------- | ------------ |
| [Инфинитив]            | -i (kanti)   |
| [Заповедно наклонение] | -u (kantu)   |
| [Условно наклонение]   | -us (kantus) |

Словоредът е сравнително свободен. Прилагателните могат да стоят и преди, и след съществителните; глаголите и допълненията могат да се появяват във всякакъв ред. Въпреки това определителният член la, показателни местоимения като tiu ('този/онзи') и предлози като al ('към') трябва винаги да стоят преди съществителните, за които се отнасят. Подобно отрицанието ne ('не') и съюзи като kaj ('и') трябва да са преди изречението, което въвеждат. В тъждествени фрази словоредът е важен, както и в българския: „хората са животни“ е различно от „животните са хора“.

### Речник
Основният речник на есперанто се определя от Lingvo internacia, публикувано от Заменхоф през 1887. В книгата са описани 900 корена; те могат да бъдат разширени до десетки хиляди думи, използвайки представки, наставки и съчетаване на корени. През 1894 г. Заменхоф публикува първия речник на есперанто, Universala vortaro, в който има по-богат списък от корени. Правилата на езика позволяват на говорещите го да използват нови корени, когато има нужда от това. Все пак се препоръчва те да използват най-международните форми и после да извеждат сродните значения от тях.
Оттогава много думи за били заети – най-вече (но не само) от западноевропейски езици. Не всички предложени заемки са станали широко използвани, но много са – най-вече технически и научни термини. Неща от всекидневието, от друга страна, по-често се извеждат от вече съществуващи корени: komputilo ('компютър') например се получава от глагола komputi ('изчислявам') и наставката -ilo ('средство, уред, инструмент'). Думите придобиват и нови значения, подобно на значенията им в други езици. Примерно думата muso ('мишка') е придобила значението и на компютърна мишка, заради употребата си в английския. Говорещите есперанто често спорят дали конкретна заемка е оправдана, или може значението да бъде изведено от вече съществуващи корени.
Някои сложни думи в есперанто не са напълно интуитивни; примерно eldoni (буквално 'из-давам') означава „издавам“ – подобно на начина, по който се образува думата в немски или български, но това може да затрудни хора, в чиито езици думата не се образува така. Освен това в есперанто има думи с особената наставка -um, която няма определно значение; думи, използващи наставката, трябва да се учат самостоятелно – примерно dekstren ('надясно') и dekstrumen ('(в/по посока на) по часовниковата стрелка').
В есперанто няма идиоми и жаргонни думи, тъй като тези форми на речта биха затруднили международното общуване, което е против целта на есперанто.

### Изрази
Тук са посочени полезни думи и изречения на есперанто, заедно с транскрипция на Международната фонетична азбука:
| Български             | Есперанто                 | IPA                                 |
| --------------------- | ------------------------- | ----------------------------------- |
| Здравей               | Saluton                   | [sa.ˈlu.ton]                        |
| Да                    | Jes                       | [ˈjes]                              |
| Не                    | Ne                        | [ˈne]                               |
| Добро утро            | Bonan matenon             | [ˈbo.nan ma.ˈte.non]                |
| Добър вечер           | Bonan vesperon            | [ˈbo.nan ves.ˈpe.ron]               |
| Лека нощ              | Bonan nokton              | [ˈbo.nan ˈnok.ton]                  |
| Довиждане             | Ĝis revido                | [dʒis re.ˈvi.do]                    |
| Как се казваш?        | Kio estas via nomo?       | [ˈki.o es.tas ˈvi.a ˈno.mo]         |
| Казвам се Георги.     | Mia nomo estas Georgi.    | [mi.a 'no.mo es.tas ge'or.gi]       |
| Как си?               | Kiel vi fartas?           | [ˈki.el vi ˈfar.tas]                |
| Говориш ли есперанто? | Ĉu vi parolas Esperanton? | [ˈtʃu vi pa.ˈro.las es.pe.ˈran.ton] |
| Не Ви разбирам.       | Mi ne komprenas vin       | [mi ˈne kom.ˈpre.nas vin]           |
| Добре                 | Bone                      | [ˈbo.ne]                            |
| Благодаря             | Dankon                    | [ˈdan.kon]                          |
| Пак заповядай         | Nedankinde                | [ne.dan.ˈkin.de]                    |
| Моля                  | Bonvolu                   | [bon.ˈvo.lu]                        |
| Наздраве!             | Sanon!                    | [ˈsa.non]                           |
| Поздравления          | Gratulon                  | [ɡra.ˈtu.lon]                       |
| Обичам те             | Mi amas vin               | [mi ˈa.mas vin]                     |
| Една бира, моля       | Unu bieron, mi petas      | [ˈu.nu bi.ˈe.ron, mi ˈpe.tas]       |
| Какво е това?         | Kio estas tio?            | [ˈki.o es.tas ˈti.o]                |
| Това е куче           | Tio estas hundo           | [ˈti.o es.tas ˈhun.do]              |

## Култура
Есперантистите имат достъп до международна култура, включваща много оригинален материал, както и преведен. Има над 25 000 книги на есперанто – както оригинални, така и преводи. Има и много редовно излизащи списания и вестници. Есперантоговорещите могат да използват езика за безплатно отсядане при други есперантисти в 92 страни, използвайки Pasporta Servo, или да завържат приятелства в чужбина.
Всяка година между 1500 и 4000 есперантисти се срещат за Световния есперантистки конгрес (Universala Kongreso de Esperanto).
В исторически план много есперантистка музика, като Kaj Tiel Plu, е била в различни фолклорни традиции. Има и много класическа и полукласическа хорова музика – както оригинална, така и преведена, и голяма колекция от оркестрална музика, включваща текстове на есперанто. Дейвид Гейнс е използвал стихотворения на есперанто, както и откъс от реч на д-р Заменхоф за своята „Първа симфония“ за мецосопран и оркестър (1994 – 1998). Написал е оригинален текст на есперанто за своята Povas plori mi ne plu („Не мога да плача повече“) за неакомпаниран хор.
Има и споделени традиции, като Деня на Заменхоф.
Противниците на есперанто често го критикуват, че „няма култура“. Пропонентите обаче, като проф. Хъмфри Тонкин от Университета в Хартфорд, отбелязва, че есперанто е „по замисъл културно неутрален, тъй като е предвиден за посредник между култури, а не да бъде носител на някоя национална култура“. Починалият шотландски писател Уилям Олд е писал обстойно по този въпрос, твърдейки, че есперанто е „израз на общата човешка култура, необременена от националните граници. Затова може да се разглежда като отделна култура“.

## Други
Обекти, именувани в чест на езика есперанто:
- Улица в квартал „Орландовци“ в София (Карта).
- Остров Есперанто – български дунавски остров, разположен от 668,8 до 672,4 км по течението на реката в Област Враца, община Оряхово
- Остров Есперанто край о. Ливингстън, Южни Шетландски острови [20]